# 櫓門
櫓門（やぐらもん）は、門の上に櫓を設けた、特に城に構えられる門の総称である。二階門とも。

## 概要
一般的に長屋状の建物（多門櫓・渡櫓）が石塁上に渡されるように建てられるものか社寺建築の楼門のようにして建てられたものを見ることができる。
これに対し、櫓のない門のことを総称して、平門などという。門の上にある櫓を門櫓（もんやぐら）という。門櫓が太鼓櫓をかねたものを特に太鼓門という。枡形の表側を平門にし内側を櫓門とした組み合わせを枡形門という。

## 形状

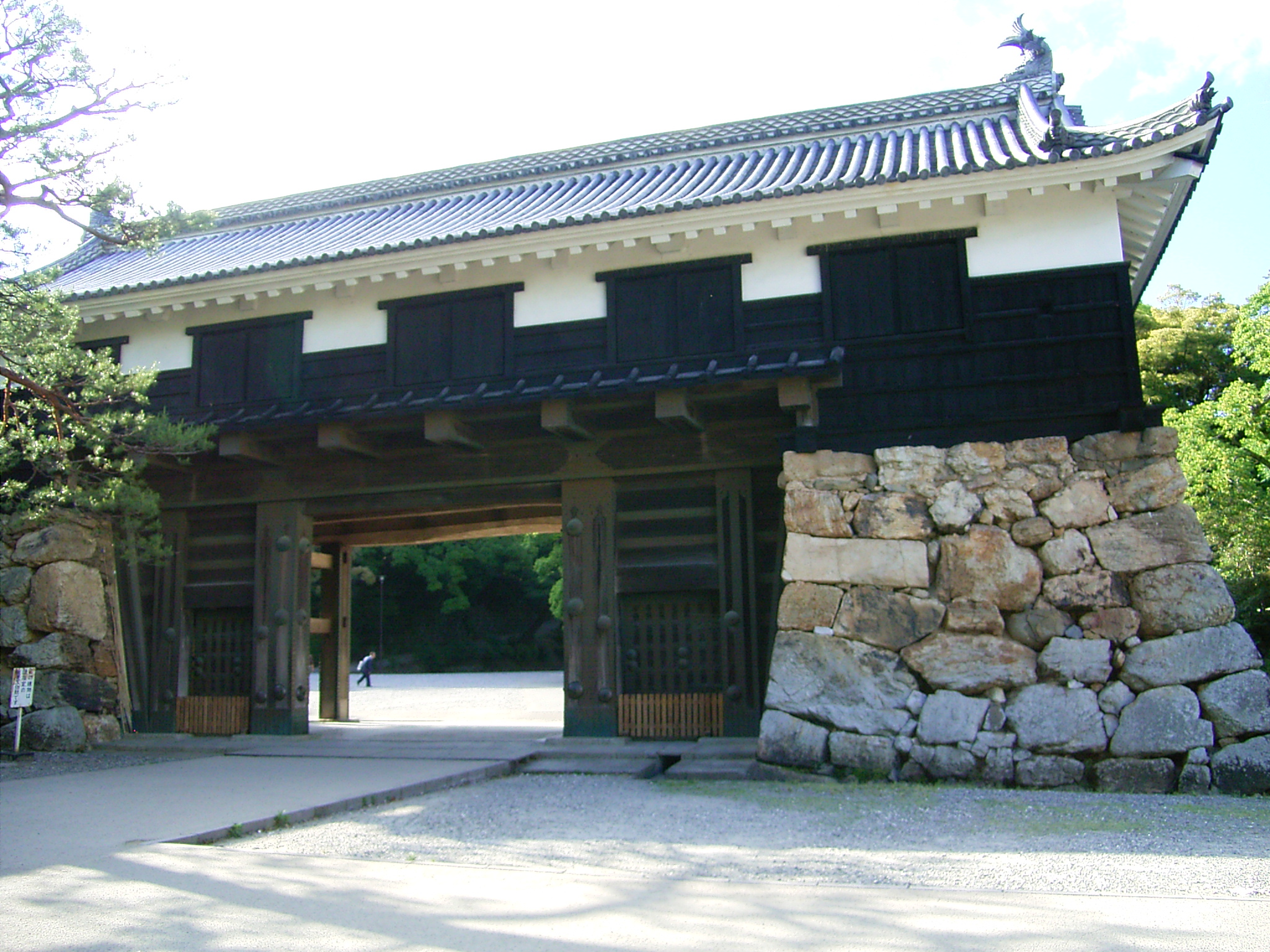
渡り型（高知城）

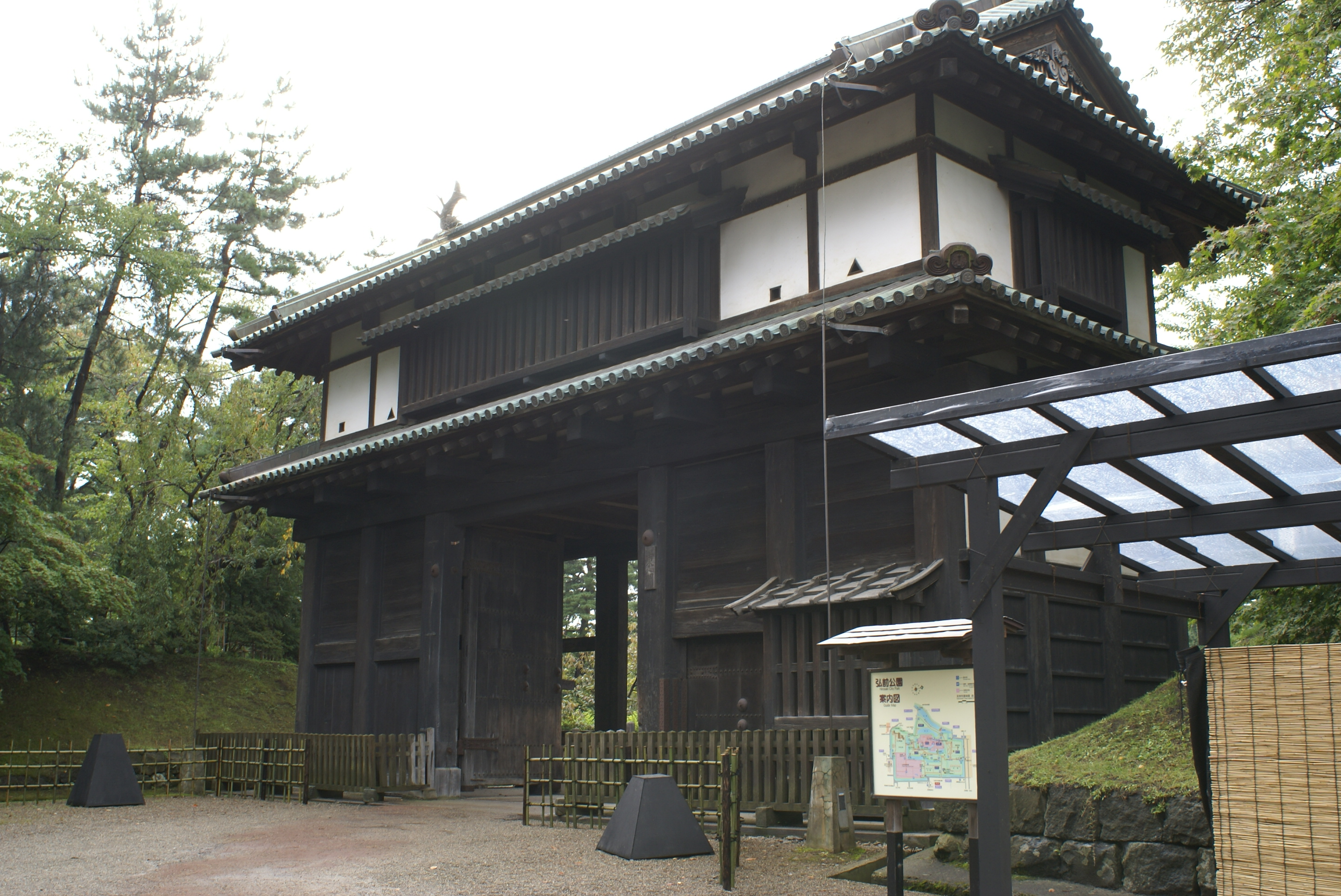
楼門型（弘前城）

渡り型
石垣との間を渡すように門櫓が建てられることから、このような形状の門櫓を渡櫓ということがあるが、渡櫓は櫓との間の多門櫓を指す言葉でもある。ここでは、仮に渡り型（わたりがた）という。
石垣の城によくみられ、郭との間の連絡通路、渡り廊下の役目も担った。石垣の上を渡すように建てられるため勾配のついた石垣が袖に付き、三角形部分ができやすくなる。
楼門型
独立して建てられる櫓門。総二階に建てられ、袖に袖壁か階段室等の部屋が造られ、その柱並びか、それより少し入り込んで、鏡柱が立てられる。要するに、重箱型の二重櫓の一階に門があるようなものである。楼門のように建てられるので、ここでは仮に楼門型（ろうもんがた）という。
両脇か方脇に土塁があり、土塁により勾配のついた門の袖に、形状に合わせるか、土塁の頂点からの高さに合わせた塀を設けて、進入や視界を防いだ。単独で立つことが多いが、土塁のない郭に直に建てられる場合は、多門櫓や長屋、平櫓などを片方か両脇に建て、防備を固めることもある。主に東日本でよく見られた。

## 構造
1階に門が造られ、2階に平屋の多門櫓が載せられるが、姫路城や熊本城のように2重の門櫓が載ることもある。また、多門ではなく金石城大手門のように二重櫓が載ることもある。
渡り型も楼門型のものも、門扉の付く鏡柱の上に冠木と呼ばれる平行材が渡されて、その上に腕木ともなる二階床梁を渡し、二階柱や屋根がかけられて櫓が造られる。櫓は鏡柱より張り出すように造られ、それが庇ともなり、床板を移動できるようにしておけば石落としにもなる。